# Коксаек
Коксаек (каз. Көксəйек, Көксаяқ, до 1994 года — Георгиевка) — село в Толебийском районе Туркестанской области Казахстана. Административный центр Коксаекского сельского округа. Код КАТО — 515847100.

## История

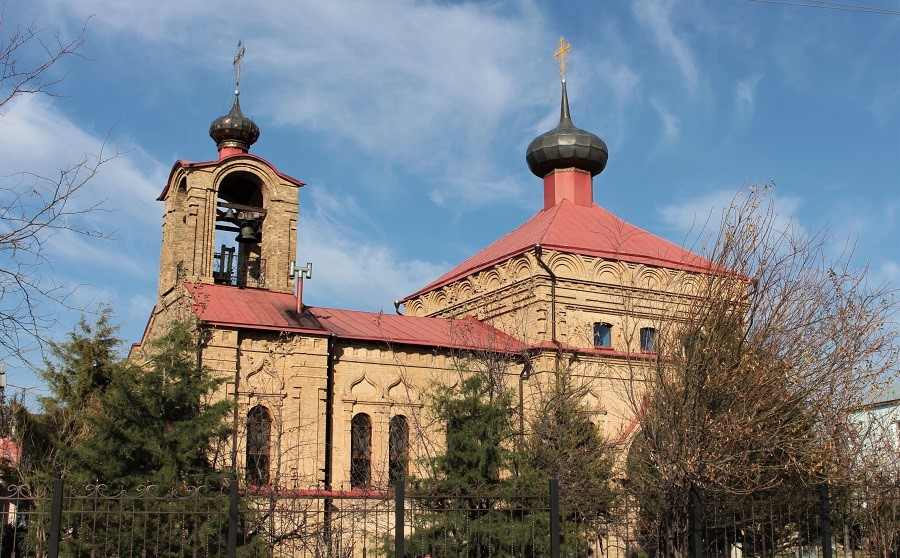
Храм Георгия Победоносца XIX века, памятник истории и культуры местного значения Туркестанской области

В 1945—1956 годах Георгиевка была центром Георгиевского района.

## Население
В 1999 году население села составляло 8087 человек (3995 мужчин и 4092 женщины). По данным переписи 2009 года в селе проживали 11 053 человека (5474 мужчины и 5579 женщин).

## Известные жители и уроженцы
- Мамбетов, Қанытбек Тұрсынбекович  1935 — Герой Социалистического Труда.
- Кириченко, Василий Петрович (1911 — ?) — Герой Социалистического Труда.
- Кольбаев, Садык (1903 — ?) — Герой Социалистического Труда.
- Нурбаев, Усербай (1899 — ?) — Герой Социалистического Труда.
- Сидоренко, Фёдор Тимофеевич (1903 — ?) — Герой Социалистического Труда.
- Скрынников, Тихон Васильевич (1913 — ?) — Герой Социалистического Труда.
- Скрынников, Яков Васильевич (1920 — ?) — Герой Социалистического Труда.